# Rivne Universal Avia
Rivne Universal Avia — колишня українська авіакомпанія зі штаб-квартирою у Рівному. Базовий аеропорт — «Рівне».

## Флот
- 1 Let L-410 T
- 12 Let L-410 UVP.[2]